# Asclepièon
A l'antiga Grècia, un Asclepièon (grec antic: Ἀσκληπιεῖον, Asklēpiêion) era un «temple curatiu» consagrat al déu Asclepi.

## Descripció
Cap al 300 aC, el culte d'Asclepi va esdevenir molt popular. Els pelegrins acudien en gran nombre als asclepeia per ser curats. Dormien una nit i, l'endemà, explicaven els seus somnis a un sacerdot. Aquest prescrivia una cura, sovint una visita als banys o a un gimnàs. Les serps estaven consagrades a Asclepi, per la qual cosa sovint van ser usades en els rituals de curació. A les serps no verinoses se les deixava reptar al terra dels dormitoris on els malalts i ferits dormien.
Pausànias comentava que, a l'asclepièon de Titane a Sició (fundat per Alexànor, net d'Asclepi), les estàtues d'Higiea eren cobertes de cabells de dona i trossos de robes babilònies. Segons les inscripcions, els mateixos sacrificis eren oferts a Paros.

## Asclepièon d'Epidaure

Bastó d'Esculapi

L'Asclepièon d'Epidaure, tradicionalment considerat el lloc de naixement d'Asclepi, és el major i millor conservat. Estava a uns 8 km a l'oest de la ciutat d'Epidaure, a l'Argòlida (Peloponès).
El conjunt del temple estava en una plana envoltada de muntanyes; aquesta vall és encara anomenada Hieron («sagrada»), i la ciutat que allí existeix es diu Koroni, derivat de Coronis (o Corònide), la mare d'Asclepi. Les muntanyes es diuen actualment Bolonidia, però antigament es deien Títion, perquè el fill de Coronis va ser alletat per una cabra.
Era un recinte sagrat (alsos d'Asclepi) que tenia diversos edificis públics. Al sud-oest, en el camí de Trezè, hi havia el temple d'Apol·lo, a la muntanya anomenada Cinorti (Cynortium); en una muntanya anomenada Corifeu (Coripheum) se situava el temple d'Artemisa Corifea, probablement al sud-oest de la vall.
El temple d'Asclepi contenia l'estàtua criselefantina del déu en un tron i amb un gos als peus, obra de Trasismè de Paros, i mesurava la meitat que la del temple de Zeus a Olímpia. En un costat del temple estaven els dormitoris per aquells que anaven a consultar el déu.
El tolos, edifici circular de marbre blanc de doble columnata, en l'interior es trobava la font sagrada atribuïda a Policlet el Jove i amb pintures de Pàusies, estava proper al temple.
Els altres edificis eren els temples d'Afrodita i Temis, l'estadi, la font; alguns erigits en època romana, entre ells els banys d'Asclepi, un temple dels déus Epidotes, un temple d'Higia, i un edifici darrere del santuari per rebre els moribunds i dones embarassades, perquè en el temple no es podia morir ni néixer. Al recinte se celebrava cada quatre anys un festival en honor d'Asclepi amb música i concursos esportius, que tenien lloc 9 dies després dels Jocs Ístmics.
Quan Emili Paule va visitar el santuari després de la conquesta de Macedònia, al 167 aC, encara era molt ric i estava ple d'ofrenes; però després va ser objecte de molts robatoris, especialment en temps de Sul·la.

## Asclepièon de Kos

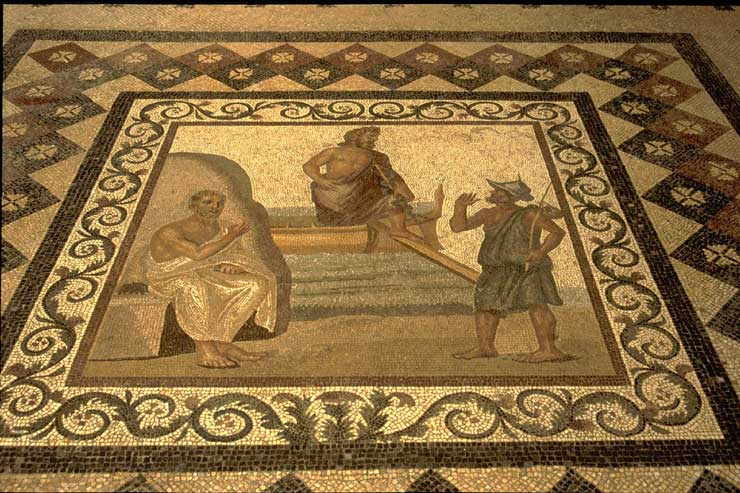
Mosaic de l'Asclepièon de Kos, amb Asclepi al centre, Hipòcrates a l'esquerra i un habitant de Kos a la dreta.

L'Asclepièon de l'illa de Cos, al qual l'illa devia la seva fama, estava situat a les proximitats de la ciutat, en un bosc consagrat a Apol·lo.
En la seva forma definitiva, el santuari constava de quatre terrasses sostingudes per murs de carreus i unides entre si per escalinates de marbre. A la terrassa més alta, envoltada en tres dels seus costats per un pòrtic dòric, es trobava el temple del déu, amb 6 columnes a la façana i 11 en els costats curts, d'ordre dòric, erigit en època hel·lenística. A la terrassa següent es trobava l'altar, reestructurat al segle II aC, amb una escala en el centre i una columna de marbre d'ordre jònic, al que flanquejaven un templet (el més antic consagrat a Asclepi) i un altre d'època romana, probablement dedicat a Apol·lo.
A la terrassa ulterior es trobava el grandiós conjunt de l'hospital. Tenia pòrtics en tres dels seus costats, que conduïen a unes habitacions rectangulars, utilitzades segurament per allotjar als pelegrins que visitaven el santuari per sotmetre a cures terapèutiques.
S'ha dit que Hipòcrates va rebre la seva formació mèdica en un Asclepièon de Kos. Aquí tenia també la seva seu, com indiquen les inscripcions, l'escola de medicina, que va fundar Hipòcrates.

## Asclepièon d'Atenes

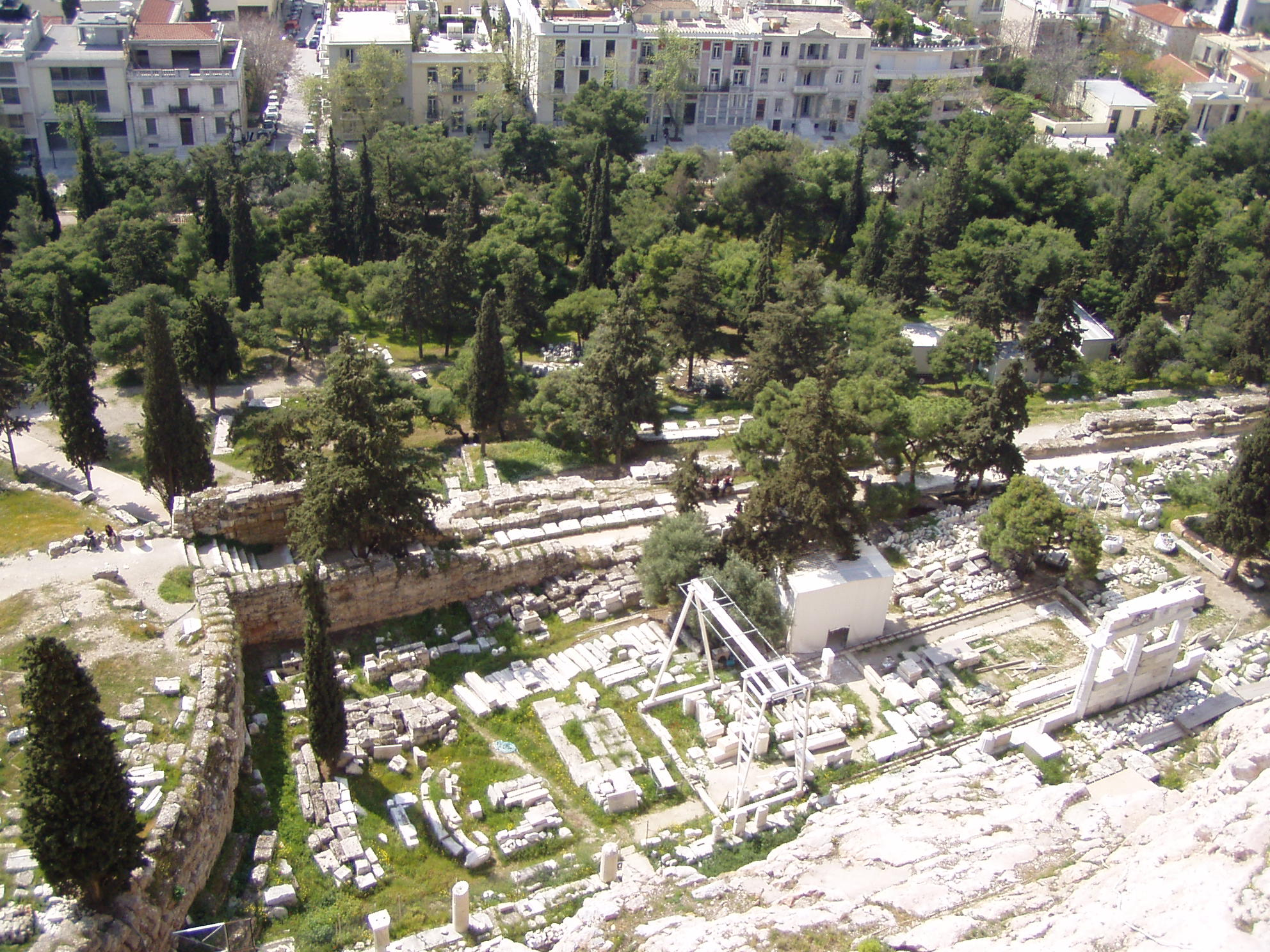
Ruïnes de l'Asclepièon vistes des de dalt de l'Acròpolis.

L'Asclepièon d'Atenes se situava en el vessant sud de l'Acròpoli, en una terrassa natural al nord de la Stoà d'Èumenes. Va ser erigit el 420 / 419 aC, a proposta d'un ciutadà atenès anomenat Telèmac.

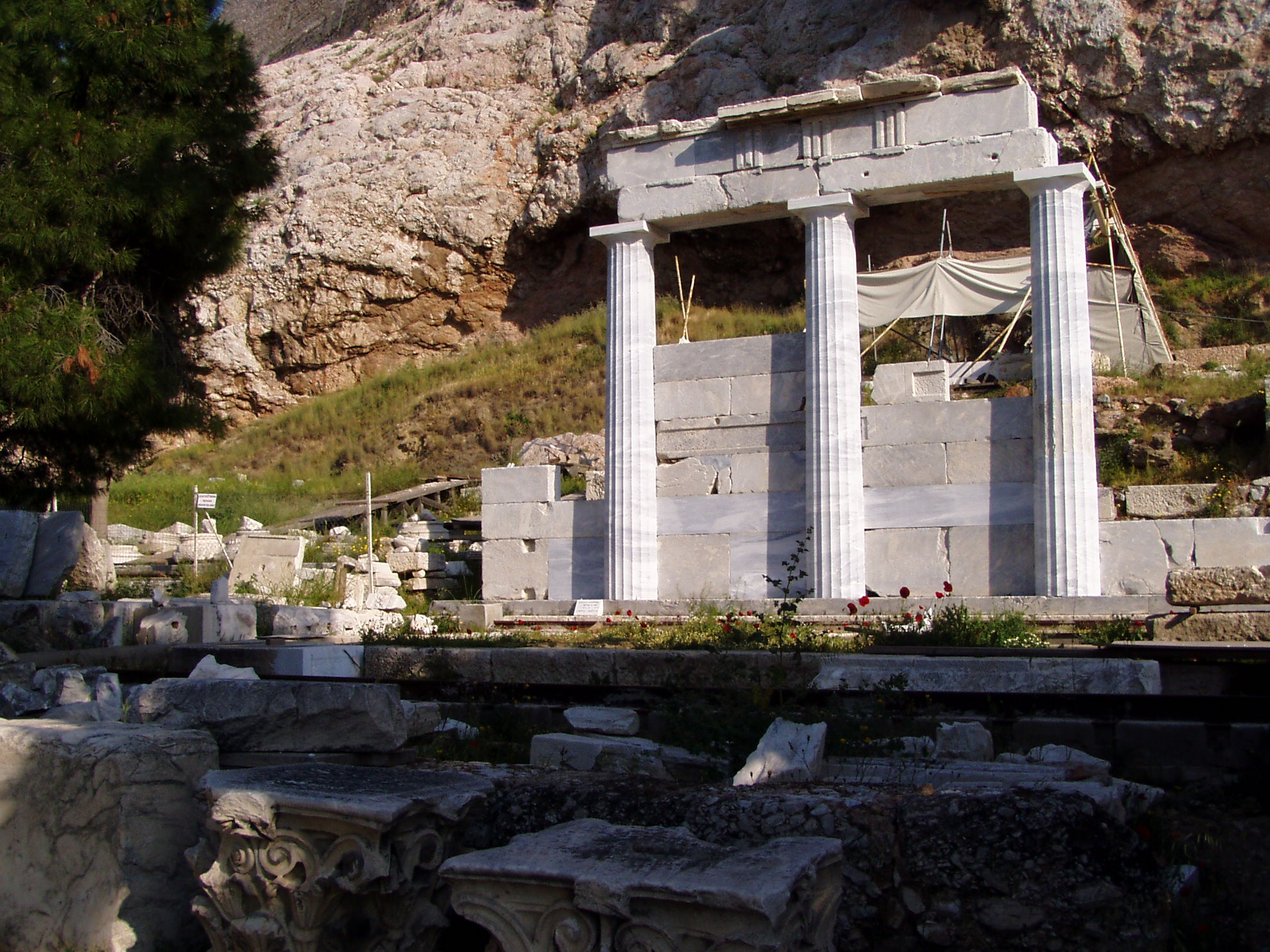
Restes del santuari d'Asclepi a 2008.

A la part occidental del santuari es va construir, al segle V aC, una stoà amb quatre estances. A la part oriental es van situar el temple d'Asclepi i la seva filla Higia, l'altar i una stoà amb dos pisos d'ordre dòric. Probablement, aquesta stoà es va usar com a abaton o lloc d'incubació (enkoimeterion), on s'allotjaven els pacients. La stoà conté una font natural, anomenada Font Sagrada. Al costat oest de la stoa hi ha una estada quadrada, amb una estructura circular en el seu centre, anomenada Pou Sagrat. 
Al sud del temple d'Asclepi es van afegir, en època romana, una stoà i un propileu. A la fi del segle v o principis del segle vi, el recinte complet del santuari estava ja ocupat per una basílica paleocristiana de tres naus.

## Altres santuaris d'Asclepi
L'Asclepièon més antic era a Trica (l'actual Trícala),
 a Tessàlia. D'aquest depenia el santuari d'Asclepi Triceu de la ciutat messènia de Gerènia.
Galè, abans de ser el metge personal de l'emperador romà Marc Aureli, va estudiar en el famós asclepièon de Pèrgam.
Va haver-hi un altre santuari d'Asclepi a l'est de l'antiga ciutat lacònia d'Asop, lloc de culte dels eleuterolaconis. s'ha localitzat prop de Foiniki.